# Oregon Route 201
Az Oregon Route 201 (OR-201) egy oregoni állami országút, amely észak–déli irányban az idahói államhatártól az Interstate 84 és a 30-as szövetségi országút közös nyomvonaláig halad.
Az út két szakaszból (Succor Creek Highway No. 450 és Olds Ferry–Ontario Highway No. 455) áll.

## Leírás
A nyomvonal az idahói 19-es országútnál kezdődik nyugati irányban. Egy rövid szakaszon a Kígyó-folyót követi, majd Adrianen áthaladva keresztezi az Owyhee-folyót és Owyhee települést, majd Nyssába érve 12 kilométer hosszan összefonódik a 26-os szövetségi úttal, amelyről északi irányban ágazik le. A pálya Ontario északi részén találkozik először az Interstate 84 és a U.S. Route 30 közös szakaszával; a fel- és lehajtókat elhagyva újra a Kígyó-folyóval, egyben az államhatárral párhuzamosan halad tovább. Az annexi kereszteződésben északnyugatra fordulva az útpálya az Interstate és a 30-as szövetségi országút következő csomópontjánál ér véget.

### Nyomvonal-korrekciók
- Az útvonal eredetileg csak a Succor Creek Highwayből állt, amely McDermitten át a nevadai State Route 8-ba torkollott. A U.S. Route 35 oregoni szakaszának 1940-ben való elkészültével az útvonal déli részével felhagytak, az legközelebb a U.S. Route 30 környékbeli átvezetésének megépültével kapott újra szerepet.
- A Nyssától északra eső pályaszakasz egykor a 30-as út része volt. 1980-ig az út északi végpontja a 30-as és a mai 95S utak csomópontjában volt; utóbbi akkoriban a 30N jelzést viselte.
- Ontario környékén elkerülő épült.

## Fordítás
- Ez a szakasz részben vagy egészben  az   Oregon Route 201 című angol Wikipédia-szócikk History című fejezete ezen változatának fordításán alapul.  Az eredeti cikk szerkesztőit annak laptörténete sorolja fel. Ez a jelzés csupán a megfogalmazás eredetét és a szerzői jogokat jelzi, nem szolgál a cikkben szereplő információk forrásmegjelöléseként.